# Pont de Monseigneur-Albert-Gravel
Le pont de Monseigneur-Albert-Gravel est un pont routier qui enjambe la rivière Saint-François, à Sherbrooke (arrondissement de Brompton). Il dessert ainsi la région administrative de l'Estrie.

## Description
Le pont est emprunté par la route 143. Il comporte deux voies de circulation, soit une voie par direction, lesquelles sont séparées par une ligne double centrale. Deux trottoirs sont également aménagés de chaque côté du pont, à l'extérieur de la structure métallique. Environ 7 800 véhicules empruntent le pont quotidiennement, soit une moyenne annuelle de 2,85 millions de véhicules.

## Toponymie
Le pont est nommé en l'honneur d'Albert Gravel (1894-1978), prêtre et historien québécois qui a publié plusieurs écrits sur l'histoire des Cantons de l'Est.